# 模拟经营游戏
模拟经营游戏是模拟游戏的一种。由玩家扮演管理者的角色，对游戏中虚拟的现实世界进行经营管理。可以是城市，可以是国家，可以是世界，可以是公司，可以是其他团体。虚拟经营游戏一般模拟现实社会的模式，人物的想法等都是根据规则随机定制的。许多模拟经营游戏以“大亨(Tycoon)”一词作为结尾。常见游戏的目标是彻底控制游戏中可控制的所有资源，实现垄断；或者发展到一定程度（例如足够科技水平带领市民脱离地球）。

## 現實世界中的應用
由於經濟仿真模擬真實世界的系統，他們往往可以被用於經濟學教育，允許學生在現實生活中遇到他們之前體驗和測試自己的情況 ，允許學生實驗和測試假設，也比被動地從黑板授課時的主體看起來更“真實”。他們也廣泛使用於培訓員工和學習如何管理 ，並研究經濟模型，甚至被用在經濟模擬實驗和研究消費者的行為。

## 歷史
最早期的经营模拟游戏於1983年發布，並獲得藝電的獎項，但它只銷售了30000份。同年，Epyx發布了《石油大亨》。

## 常见实例
- 铁路大亨2
- 模拟大楼
- 模擬城市系列
- 航空霸業
- Anno 1701（英语：Anno 1701）
- 養魚大亨
- 柠檬水大亨
- IndustryPlayer（英语：IndustryPlayer）
- 模擬樂園
- 主题医院
- 城市大亨：紐約
- 模拟交通
- OpenTTD
- 海商王2
- 交通巨人（Traffic Giant）
- 大都會運輸（Cities in Motion）
- 监狱建筑师（Prison Architect）
- Surviving The Aftermath [8]
- 沙威玛传奇